# Evarcha aposto
Evarcha aposto là một loài nhện trong họ Salticidae.
Loài này thuộc chi Evarcha. Evarcha aposto được Wanda Wesołowska & Tomasiewicz miêu tả năm 2008.